# ایریچیچی
ایریچیچی (به صربی: Iričići) یک منطقهٔ مسکونی در صربستان است که در بروس واقع شده‌است. ایریچیچی ۴۰ نفر جمعیت دارد.